# Oreste Coliva
Oreste Coliva u Orestes Coliva (Italia, ? - São Luís, ?) fue un profesor, pintor y decorador italiano que se destacó principalmente como escenógrafo. Estuvo activo entre fines del siglo XIX y principios del XX, pasó la mayor parte de su carrera en Brasil. Su vida no está documentada pero la prensa de su tiempo lo elogió constantemente por sus obras.